# James Keatings
James Keatings, né le 20 janvier 1992 à Glasgow, est un footballeur écossais. Il joue au poste d'attaquant avec le club de Raith Rovers.

## Carrière
James Keatings est sélectionné dans les équipes nationales de jeunes. Il marque notamment quatre buts avec les moins de 19 ans.
Il inscrit 13 buts en deuxième division écossaise lors de la saison 2013-2014, puis 11 buts dans ce même championnat lors de la saison 2014-2015.
Le 1er juin 2015, il rejoint l'équipe d'Hibernian. Il participe à la Ligue Europa avec cette équipe, grâce à sa victoire en Coupe d'Écosse.
Le 31 août 2018, il rejoint Hamilton.

## Palmarès
- Hearts
  - Champion d'Écosse de D2 en 2015

- Hibernian FC
  - Vainqueur de la Coupe d'Écosse en 2016
  - Champion de la D2 en 2016-2017